# Molino de Forés
El Molino de Forés o Molí de les xiques es un molino de Silla, perteneciente a la comarca Huerta Sur de la comunidad Valenciana, sus dependencias más antiguas datan de finales del siglo XVIII. Durante los años 1920 fue utilizado como fábrica de utensilios de fibra de esparto. En el 2011 sufrió un incendio, si bien las zonas de mayor interés etnológico no se vieron afectadas. En 2015, con evidentes signos de abandono, se aprobó un proyecto de rehabilitación que se inició en el 2016.